# Oakland Raiders 1961
La stagione 1961 degli Oakland Raiders è stata la seconda della franchigia nell'American Football League. La squadra scese da un record di 6-8 nella stagione precedente a 2-12, finendo all'ultimo posto nella AFL West. I Raiders stabilirono un record negativo per la AFL con un differenziale di punti complessivo di -211, mentre i loro 36 touchdown su corsa concessi sono un primato negativo del football professionistico.

## Roster
| Roster degli Oakland Raiders nel 1961 |
| --- |
| Quarterback - Tom Flores - Nick Papac Running Back - Wayne Crow - Clem Daniels - George Fleming - Charley Fuller - John Harris - Jim Jones FB - Walt Kowalczyk FB - Jack Larscheid - Alan Miller Wide Receiver - Jerry Burch - Bob Coolbaugh - Charlie Hardy - Charley Powell Tight End - Doug Asad - Jerry Burch Offensive Linemen - Jim Brewington OT - Wayne Hawkins G - 00 Jim Otto C - Harry Jagielski OT - Cliff Roberts OT - Herb Roedel OT - Ron Sabal G/OT - Willie Smith G - Jack Stone OT Defensive Linemen - George Fields - Garry Finneran - Harry Jagielski - Jon Jelacic - Riley Morris - Volney Peters - Charley Powell - Hal Smith - Bob Voight Linebacker - Al Bansavage - Bob Dougherty - Jon Jelacic - Tom Louderback - Riley Morris - Charley Powell Defensive Back - Alex Bravo CB - Joe Cannavino - Bob Garner - John Harris - Walt Kowalczyk - Fred Williamson Special Team - Wayne Crow P - George Fleming K                                                    |
| Legenda - I rookie sono in corsivo. - Il primo ruolo è il principale mentre gli eventuali successivi indicano i ruoli secondari. - (IR) sta per Injured Reserve ed indica la lista ristretta per un solo giocatore infortunato che può tornare ad allenarsi dopo la settimana 6 e a rientrare in prima squadra dopo che questa ha giocato 8 partite. - (NF-Inj.) / (NF-Ill.) stanno rispettivamente per Non-Football Injured e Non-Football Illness ed indicano le liste dove viene inserito un giocatore che ha un infortunio o una malattia non dipendente dal football americano. - (PUP) sta per Physically Unable to Perform ed indica la lista dove viene inserito un giocatore mentre è in attesa di recuperare la condizione fisica. Nella stagione regolare dopo la sesta partita giocata dalla propria squadra, il giocatore ha tempo tre settimane per riprendere ad allenarsi, più tre settimane aggiuntive dal suo rientro agli allenamenti per rientrare in prima squadra. |

## Calendario
| Stagione regolare |                       |         |
| 1                 | at Houston Oilers     | S 55–0  |
| 2                 | at San Diego Chargers | S 44–0  |
| 3                 | Dallas Texans         | S 42–35 |
| 4                 | Denver Broncos        | V 33–19 |
| 5                 | at Denver Broncos     | S 27–24 |
| 6                 | San Diego Chargers    | S 41–10 |
| 7                 | New York Titans       | S 14–6  |
| 8                 | at Buffalo Bills      | V 31–22 |
| 9                 | at New York Titans    | S 23–12 |
| 10                | at Boston Patriots    | S 20–17 |
| 11                | at Dallas Texans      | S 43–11 |
| 12                | Buffalo Bills         | S 26–21 |
| 13                | Boston Patriots       | S 35–21 |
| 14                | Houston Oilers        | S 47–16 |

## Classifiche
| AFL Western Division |    |    |   |      |     |     |     |      |
|                      | V  | S  | P | PCT  | DIV | PF  | PS  | Str. |
| San Diego Chargers   | 12 | 2  | 0 | .857 | 6–0 | 396 | 219 | S1   |
| Dallas Texans        | 6  | 8  | 0 | .429 | 4–2 | 334 | 343 | V2   |
| Denver Broncos       | 3  | 11 | 0 | .214 | 1–5 | 251 | 432 | S7   |
| Oakland Raiders      | 2  | 12 | 0 | .143 | 1–5 | 237 | 458 | S6   |

Nota: I pareggi non venivano conteggiati ai fini della classifica fino al 1972.